# Düsseldorfer Turn- und Sportverein Fortuna 1895 2022-2023
Questa voce raccoglie le informazioni riguardanti il Düsseldorfer Turn- und Sportverein Fortuna 1895 nelle competizioni ufficiali della stagione 2022-2023.

## Stagione
Nella stagione 2022-2023 il Fortuna Düsseldorf, allenato da Daniel Thioune, concluse il campionato di 2. Bundesliga al 4º posto. In Coppa di Germania il Fortuna Düsseldorf fu eliminato al ottavi di finale dal Norimberga.

## Rosa
| N. |                        | Ruolo | Calciatore          |
| -- | ---------------------- | ----- | ------------------- |
| 1  | Germania (bandiera)    | P     | Raphael Wolf        |
| 3  | Germania (bandiera)    | D     | Andre Hoffmann      |
| 4  | Giappone (bandiera)    | C     | Ao Tanaka           |
| 5  | Austria (bandiera)     | D     | Christoph Klarer    |
| 7  | Svezia (bandiera)      | A     | Kristoffer Peterson |
| 8  | Polonia (bandiera)     | D     | Michał Karbownik    |
| 9  | Polonia (bandiera)     | A     | Dawid Kownacki      |
| 10 | Germania (bandiera)    | A     | Daniel Ginczek      |
| 11 | Germania (bandiera)    | A     | Felix Klaus         |
| 13 | Germania (bandiera)    | C     | Adam Bodzek         |
| 14 | Inghilterra (bandiera) | A     | Kwadwo Baah         |
| 15 | Germania (bandiera)    | D     | Tim Oberdorf        |
| 19 | Germania (bandiera)    | A     | Emmanuel Iyoha      |
| 21 | Germania (bandiera)    | P     | Dennis-Adam Gorka   |
| 22 | Austria (bandiera)     | D     | Benjamin Böckle     |
| 23 | Germania (bandiera)    | C     | Shinta Appelkamp    |

| N. |                        | Ruolo | Calciatore          |
| -- | ---------------------- | ----- | ------------------- |
| 25 | Germania (bandiera)    | D     | Matthias Zimmermann |
| 27 | Ghana (bandiera)       | A     | Nana Ampomah        |
| 28 | Germania (bandiera)    | A     | Rouwen Hennings     |
| 29 | Paesi Bassi (bandiera) | C     | Jorrit Hendrix      |
| 30 | Paesi Bassi (bandiera) | D     | Jordy de Wijs       |
| 31 | Germania (bandiera)    | C     | Marcel Sobottka     |
| 33 | Germania (bandiera)    | P     | Florian Kastenmeier |
| 34 | Francia (bandiera)     | D     | Nicolas Gavory      |
| 35 | Germania (bandiera)    | C     | Daniel Bunk         |
| 37 | Germania (bandiera)    | D     | David Savic         |
| 39 | Germania (bandiera)    | A     | Jona Niemiec        |
| 41 | Giappone (bandiera)    | D     | Takashi Uchino      |
| 44 | Germania (bandiera)    | A     | Marcel Mansfeld     |
| 45 | Germania (bandiera)    | C     | Tom Geerkens        |
| 46 | Germania (bandiera)    | C     | Elione Fernandes    |
| 47 | Germania (bandiera)    | D     | Niko Vukančić       |

## Organigramma societario
Area tecnica
- Allenatore: Daniel Thioune
- Allenatore in seconda: Jan Hoepner, Manfred Stefes
- Preparatore dei portieri: Christoph Semmler
- Preparatori atletici: Engin Çiçem, Andreas Gross

## Calciomercato

### Sessione estiva
| Acquisti | Acquisti         | Acquisti       | Acquisti |
| R.       | Nome             | da             | Modalità |
| -------- | ---------------- | -------------- | -------- |
| C        | Jorrit Hendrix   | Feyenoord      |          |
| D        | Michał Karbownik | Brighton       |          |
| A        | Kwadwo Baah      | Watford        |          |
| A        | Nana Ampomah     | Anversa        |          |
| D        | Benjamin Böckle  | Salisburgo U19 |          |
| A        | Dawid Kownacki   | Lech Poznań    |          |

| Cessioni | Cessioni            | Cessioni         | Cessioni |
| R.       | Nome                | a                | Modalità |
| -------- | ------------------- | ---------------- | -------- |
| C        | Edgar Prib          | Manisa           |          |
| C        | Jakub Piotrowski    | Ludogorec        |          |
| A        | Khaled Narey        | PAOK             |          |
| A        | Róbert Boženík      | Feyenoord        |          |
| P        | Kai Eisele          | Karlsruhe        |          |
| D        | Florian Hartherz    | Maccabi Netanya  |          |
| C        | Tim Köther          | Heidenheim       |          |
| D        | Leonardo Koutrīs    | Olympiacos       |          |
| A        | Lex-Tyger Lobinger  | Kaiserslautern   |          |
| C        | Phil-Thierri Sieben | Roda JC          |          |
| D        | Nikell Touglo       | Viktoria Berlino |          |

### Sessione invernale
| Acquisti | Acquisti | Acquisti | Acquisti |
| R.       | Nome     | da       | Modalità |
| -------- | -------- | -------- | -------- |

| Cessioni | Cessioni | Cessioni | Cessioni |
| R.       | Nome     | a        | Modalità |
| -------- | -------- | -------- | -------- |

## Risultati

### 2. Bundesliga

#### Girone di andata
| Arbitro: | Aarnink |

|               |           |                               |
| Krempicki 50’ | Marcatori | 43’ (rig.) Hennings 46’ Klaus |

| Arbitro: | Welz |

|                          |           |            |
| Kownacki 2’ Hennings 30’ | Marcatori | 21’ Platte |

| Arbitro: | Waschitzki-Günther |

|              |           |  |
| Bachmann 46’ | Marcatori |  |

| Arbitro: | Reichel |

|                           |           |                        |
| Hoffmann 63’ Kownacki 72’ | Marcatori | 43’, 78’ (rig.) Hrgota |

| Arbitro: | Dankert |

|                       |           |                         |
| Krauße 56’ Donkor 70’ | Marcatori | 61’ Gavory 71’ Sobottka |

| Arbitro: | Heft |

|                                                         |           |  |
| Ginczek 59’ Kownacki 65’ (rig.) Klaus 78’ Appelkamp 85’ | Marcatori |  |

| Arbitro: | Kampka |

|                          |           |              |
| Beck 22’ Kleindienst 87’ | Marcatori | 59’ Kownacki |

| Arbitro: | Stegemann |

|                                     |           |           |
| Kownacki 10’ Sobottka 27’ Iyoha 77’ | Marcatori | 61’ Fröde |

| Arbitro: | Jablonski |

|                       |           |  |
| Glatzel 21’ Jatta 90’ | Marcatori |  |

| Arbitro: | Dankert |

|                                            |           |                 |
| Appelkamp 21’, 66’ Tanaka 47’ Oberdorf 76’ | Marcatori | 34’ (rig.) Hack |

| Arbitro: | Burda |

|              |           |  |
| Pfeiffer 72’ | Marcatori |  |

| Arbitro: | Haslberger |

|  |           |          |
|  | Marcatori | 47’ Duah |

| Arbitro: | Heft |

|  |           |                  |
|  | Marcatori | 8’, 22’ Peterson |

| Arbitro: | Schröder |

|               |           |                                   |
| Skrzybski 70’ | Marcatori | 42’ Appelkamp 82’ (rig.) Kownacki |

| Arbitro: | Willenborg |

|              |           |  |
| Hennings 22’ | Marcatori |  |

| Arbitro: | Exner |

|                          |           |  |
| Nielsen 34’ Teuchert 43’ | Marcatori |  |

| Arbitro: | Cortus |

|               |           |                              |
| Karbownik 14’ | Marcatori | 50’ Kraus 90’ (rig.) Klement |

#### Girone di ritorno
| Arbitro: | Willenborg |

|                                |           |                  |
| Kownacki 9’, 34’ Appelkamp 84’ | Marcatori | 6’, 59’ Kwarteng |

| Arbitro: | Reichel |

|                                                         |           |                     |
| Pieringer 37’ Heuer 62’ Muslija 68’ (rig.) Leipertz 81’ | Marcatori | 59’ (rig.) Hennings |

| Arbitro: | Lechner |

|                           |           |  |
| Oberdorf 85’ Hennings 88’ | Marcatori |  |

| Arbitro: | Fritz |

|               |           |              |
| Ache 28’, 57’ | Marcatori | 67’ Peterson |

| Arbitro: | Waschitzki-Günther |

|                                    |           |                        |
| Kownacki 1’ Klarer 25’ Niemiec 85’ | Marcatori | 62’ (aut.) Kastenmeier |

| Arbitro: | Kampka |

|  |           |                     |
|  | Marcatori | 86’ (rig.) Kownacki |

| Arbitro: | Schlager |

|           |           |                 |
| Iyoha 27’ | Marcatori | 20’ Kleindienst |

| Arbitro: | Alt |

|                           |           |                                                          |
| Pröger 56’ Schumacher 79’ | Marcatori | 12’ Kownacki 20’ Hennings 41’, 48’ Zimmermann 82’ Klarer |

| Arbitro: | Schröder |

|                        |           |                            |
| Kownacki 21’ Klaus 28’ | Marcatori | 5’ Bénes 75’ (aut.) Klarer |

| Arbitro: | Heft |

|                    |           |                     |
| Klos 19’ Lasme 84’ | Marcatori | 48’ Iyoha 60’ Klaus |

| Arbitro: | Aytekin |

|           |           |  |
| Iyoha 51’ | Marcatori |  |

| Arbitro: | Storks |

|                    |           |  |
| Brown 10’ Duah 90’ | Marcatori |  |

| Arbitro: | Gerach |

|                                         |           |                        |
| Peterson 33’ Zimmermann 72’ de Wijs 90’ | Marcatori | 28’ Kaufmann 66’ Heise |

| Arbitro: | Aarnink |

|                                               |           |  |
| Appelkamp 14’ Hoffmann 19’ Ginczek 24’ (rig.) | Marcatori |  |

| Amburgo 13 maggio 2023, ore 20:30 CEST 32ª giornata | St. Pauli  | 0 – 0 referto | Fortuna Düsseldorf | Millerntor-Stadion (29 546 spett.)\| Arbitro: \| Jöllenbeck \| |
| Arbitro:                                            | Jöllenbeck |               |                    |                                                                |

| Arbitro: | Bacher |

|                            |           |                                   |
| Klaus 30’, 52’ Ginczek 77’ | Marcatori | 12’ Teuchert 21’ Schaub 89’ Beier |

| Arbitro: | Petersen |

|  |           |                               |
|  | Marcatori | 17’, 76’ Kownacki 89’ Ginczek |

### Coppa di Germania
| Arbitro: | Cortus |

|            |           |                                            |
| Lemmer 57’ | Marcatori | 34’ Hoffmann 54’ Peterson 71’, 79’ Ginczek |

| Arbitro: | Gerach |

|  |           |                                    |
|  | Marcatori | 5’ Peterson 16’ Kownacki 45’ Iyoha |

| Arbitro: | Jöllenbeck |

|                                        |                      |                                    |
| Duman 90’                              | Marcatori            | 33’ Kownacki                       |
| Geis Duman Gyamerah Schindler Shuranov | Tiri di rigore 5 – 3 | Kastenmeier Klarer Hendrix Niemiec |

## Statistiche

### Statistiche di squadra
| Competizione      | Punti | In casa | In casa | In casa | In casa | In casa | In casa | In trasferta | In trasferta | In trasferta | In trasferta | In trasferta | In trasferta | Totale | Totale | Totale | Totale | Totale | Totale | DR  |
| Competizione      | Punti | G       | V       | N       | P       | Gf      | Gs      | G            | V            | N            | P            | Gf           | Gs           | G      | V      | N      | P      | Gf     | Gs     | DR  |
| ----------------- | ----- | ------- | ------- | ------- | ------- | ------- | ------- | ------------ | ------------ | ------------ | ------------ | ------------ | ------------ | ------ | ------ | ------ | ------ | ------ | ------ | --- |
| 2. Bundesliga     | 58    | 17      | 11      | 4       | 2       | 38      | 19      | 17           | 6            | 3            | 8            | 22           | 24           | 34     | 17     | 7      | 10     | 60     | 43     | +17 |
| Coppa di Germania | -     | 0       | 0       | 0       | 0       | 0       | 0       | 3            | 2            | 1            | 0            | 8            | 2            | 3      | 2      | 1      | 0      | 8      | 2      | +6  |
| Totale            | 58    | 17      | 11      | 4       | 2       | 38      | 19      | 20           | 8            | 4            | 8            | 30           | 26           | 37     | 19     | 8      | 10     | 68     | 45     | +23 |

### Andamento in campionato
| Giornata  | 1 | 2 | 3 | 4 | 5 | 6 | 7 | 8 | 9 | 10 | 11 | 12 | 13 | 14 | 15 | 16 | 17 | 18 | 19 | 20 | 21 | 22 | 23 | 24 | 25 | 26 | 27 | 28 | 29 | 30 | 31 | 32 | 33 | 34 |
| --------- | - | - | - | - | - | - | - | - | - | -- | -- | -- | -- | -- | -- | -- | -- | -- | -- | -- | -- | -- | -- | -- | -- | -- | -- | -- | -- | -- | -- | -- | -- | -- |
| Luogo     | T | C | T | C | T | C | T | C | T | C  | T  | C  | T  | T  | C  | T  | C  | C  | T  | C  | T  | C  | T  | C  | T  | C  | T  | C  | T  | C  | C  | T  | C  | T  |
| Risultato | V | V | P | N | N | V | P | V | P | V  | P  | P  | V  | V  | V  | P  | P  | V  | P  | V  | P  | V  | V  | N  | V  | N  | N  | V  | P  | V  | V  | N  | N  | V  |
| Posizione | 5 | 3 | 6 | 8 | 7 | 5 | 8 | 5 | 6 | 4  | 5  | 7  | 6  | 6  | 5  | 6  | 7  | 6  | 6  | 6  | 6  | 6  | 5  | 5  | 4  | 6  | 5  | 4  | 6  | 6  | 5  | 6  | 6  | 4  |

Legenda:

Luogo: C = Casa; T = Trasferta. Risultato: V = Vittoria; N = Pareggio; P = Sconfitta.

### Statistiche dei giocatori
| Giocatore      | 2. Bundesliga | 2. Bundesliga | 2. Bundesliga | 2. Bundesliga | Coppa di Germania | Coppa di Germania | Coppa di Germania | Coppa di Germania | Totale   | Totale | Totale      | Totale     |
| Giocatore      | Presenze      | Reti          | Ammonizioni   | Espulsioni    | Presenze          | Reti              | Ammonizioni       | Espulsioni        | Presenze | Reti   | Ammonizioni | Espulsioni |
| -------------- | ------------- | ------------- | ------------- | ------------- | ----------------- | ----------------- | ----------------- | ----------------- | -------- | ------ | ----------- | ---------- |
| N. Ampomah     | 0             | 0             | 0             | 0             | 0                 | 0                 | 0                 | 0                 | 0        | 0      | 0           | 0          |
| S. Appelkamp   | 33            | 6             | 1             | 0             | 3                 | 0                 | 0                 | 0                 | 36       | 6      | 1           | 0          |
| K. Baah        | 7             | 0             | 0             | 0             | 0                 | 0                 | 0                 | 0                 | 7        | 0      | 0           | 0          |
| A. Bodzek      | 3             | 0             | 0             | 0             | 1                 | 0                 | 0                 | 0                 | 4        | 0      | 0           | 0          |
| D. Bunk        | 1             | 0             | 0             | 0             | 1                 | 0                 | 0                 | 0                 | 2        | 0      | 0           | 0          |
| B. Böckle      | 6             | 0             | 0             | 0             | 1                 | 0                 | 0                 | 0                 | 7        | 0      | 0           | 0          |
| E. Fernandes   | 12            | 0             | 0             | 0             | 1                 | 0                 | 0                 | 0                 | 13       | 0      | 0           | 0          |
| N. Gavory      | 16            | 1             | 3             | 0             | 2                 | 0                 | 0                 | 0                 | 18       | 1      | 3           | 0          |
| T. Geerkens    | 3             | 0             | 0             | 0             | 0                 | 0                 | 0                 | 0                 | 3        | 0      | 0           | 0          |
| D. Ginczek     | 23            | 4             | 3             | 0             | 2                 | 2                 | 0                 | 0                 | 25       | 6      | 3           | 0          |
| D. Gorka       | 0             | 0             | 0             | 0             | 0                 | 0                 | 0                 | 0                 | 0        | 0      | 0           | 0          |
| J. Hendrix     | 20            | 0             | 5             | 0             | 1                 | 0                 | 0                 | 0                 | 21       | 0      | 5           | 0          |
| R. Hennings    | 26            | 6             | 5             | 0             | 3                 | 0                 | 0                 | 0                 | 29       | 6      | 5           | 0          |
| A. Hoffmann    | 23            | 2             | 5             | 0             | 2                 | 1                 | 0                 | 0                 | 25       | 3      | 5           | 0          |
| E. Iyoha       | 28            | 4             | 2             | 0             | 2                 | 1                 | 0                 | 0                 | 30       | 5      | 2           | 0          |
| M. Karbownik   | 26            | 1             | 5             | 0             | 1                 | 0                 | 0                 | 0                 | 27       | 1      | 5           | 0          |
| F. Kastenmeier | 34            | 0             | 0             | 0             | 3                 | 0                 | 0                 | 0                 | 37       | 0      | 0           | 0          |
| C. Klarer      | 30            | 2             | 8             | 0             | 3                 | 0                 | 0                 | 0                 | 33       | 2      | 8           | 0          |
| F. Klaus       | 32            | 6             | 6             | 0             | 3                 | 0                 | 0                 | 0                 | 35       | 6      | 6           | 0          |
| D. Kownacki    | 32            | 14            | 9             | 0             | 3                 | 2                 | 0                 | 0                 | 35       | 16     | 9           | 0          |
| M. Mansfeld    | 4             | 0             | 1             | 0             | 1                 | 0                 | 0                 | 0                 | 5        | 0      | 1           | 0          |
| J. Niemiec     | 12            | 1             | 0             | 0             | 1                 | 0                 | 0                 | 0                 | 13       | 1      | 0           | 0          |
| T. Oberdorf    | 28            | 2             | 4             | 0             | 3                 | 0                 | 0                 | 0                 | 31       | 2      | 4           | 0          |
| K. Peterson    | 28            | 4             | 3             | 0             | 3                 | 2                 | 0                 | 0                 | 31       | 6      | 3           | 0          |
| J. Piotrowski  | 2             | 0             | 0             | 0             | 0                 | 0                 | 0                 | 0                 | 2        | 0      | 0           | 0          |
| D. Savic       | 0             | 0             | 0             | 0             | 0                 | 0                 | 0                 | 0                 | 0        | 0      | 0           | 0          |
| M. Sobottka    | 25            | 2             | 5             | 1             | 3                 | 0                 | 1                 | 0                 | 28       | 2      | 6           | 1          |
| A. Tanaka      | 22            | 1             | 2             | 0             | 3                 | 0                 | 0                 | 0                 | 25       | 1      | 2           | 0          |
| T. Uchino      | 4             | 0             | 0             | 0             | 0                 | 0                 | 0                 | 0                 | 4        | 0      | 0           | 0          |
| N. Vukančić    | 1             | 0             | 0             | 0             | 0                 | 0                 | 0                 | 0                 | 1        | 0      | 0           | 0          |
| R. Wolf        | 0             | 0             | 0             | 0             | 0                 | 0                 | 0                 | 0                 | 0        | 0      | 0           | 0          |
| M. Zimmermann  | 27            | 3             | 4             | 0             | 1                 | 0                 | 0                 | 0                 | 28       | 3      | 4           | 0          |
| J. de Wijs     | 20            | 1             | 5             | 1             | 1                 | 0                 | 0                 | 0                 | 21       | 1      | 5           | 1          |